# 入交昭一郎
入交昭一郎（日语：／ Irimajiri Shōichirō，1940年1月3日—），日本工程師、企業家，曾任本田技研工业副社長、世嘉社長、旭技社長等職。

## 生平
入交昭一郎出生於日本高知县，於神户市長大，畢業於東京大學工學部航空工程學系。
由於父親為一飛機工程師，令他自小對飛機已經產生深厚的興趣，促使他於升讀大學時選擇東京大學的航空工程學系。大學時期修讀發動機（引擎）研究的他，深知戰後日本於飛機工業的滯後，便打消其原來當飛機工程師的志願，卻萌生自身對製造賽車用引擎的興趣。

### 本田年代
入交昭一郎於1963年加入本田技研工业。與他同期入職的，還有後來成為該公司第四任社長的川本信彥及第五代社長吉野浩行（與入交昭一郎為同一期大學學生）。他被分配到研究所的賽車設計部，並被委託負責設計世界摩托车锦标赛（WGP）中參賽摩托車的50cc引擎。1966年時，有鑒於同年一級方程式賽會修訂對引擎的規定，他方被委任為一级方程式赛车引擎設計的負責人，並設計出一款為本田RA273設計的3000cc V12引擎。
其後，他開始參與商用車引擎的開發工作，當中包括稱為「低排放引擎」的CVCC引擎，及於1973年因本田要將CVCC引擎的技術授權予福特汽车，入交因而被暫時藉調。1974年出任本田技研工业董事後，他被選為朝霞研究所（一個新成立、專門研究摩托車的研究所）的實際領導。1978年，他升任為本田技術研究所的常務董事，隨後便根據前年（1976年）發佈的WGP報名表，開始研發專為WGP 500cc級賽事用賽車的四衝程引擎NR500。
1979年，當時39歲的他出任本田汽車的董事長一職，被大眾媒體形容成「1兆億企業的30多歲董事長」、「未來社長的候選人」。然而，本田汽車過往被提拔的年輕董事，大多均以離開作結，皆因他們無法忍受壓力，又或對於公司過份樂觀，對於公司裡裡外外的收購計劃均投反對票。基於上述的事實，提拔入交的社長河島喜好對他下了「你上任董事長的第一年內，不得接觸任何大眾媒體」這一嚴令。入交忠實遵從河島對其施加的約束，在就任後的首年間，他的名字已經不再於媒體上出現。1980年代初，他擔任摩托車開發的總負責人，曾帶領公司在摩托車市場中為求爭取市場更大份額而與山葉發動機抗爭（世稱「HY戰爭」）。1981年，他被升格為本田本部的常務董事；翌年，他出任本田賽車公司（由本田技研工業出資，專門從事參與WGP等摩托車比賽）的首任社長。
1983年，他離開朝霞研究所，擔任鈴鹿製作所的所長。1984年，他出任本田汽車於美國俄亥俄州馬里斯維爾的子公司Honda of America Manufacturing, Inc.（HAM）之社長，被美國汽車業界稱呼他為「Mr.Iri」。他於1988年返回日本，並於翌年獲升格為本田本部的總經理，同時負責總務、管理、生產三大部門。1990年，川本信彥接任本田汽車社長，入交轉為擔任副社長一職，同時就任本田技術研究所的社長。然而，他上任以後，與川本信彥在本田汽車的經營方針上的意見對立變得公開化，無奈之下，他於1992年3月辭去副社長一職。在此期間，他受到重重壓力以至健康受損，在辭職之時亦曾留醫一個月。同年6月辭去董事一職，擔任該公司的常務顧問。

### 加盟通用汽車無果、世嘉時代
1993年初，時任歐洲通用汽车（GM）社長婁·休斯造訪日本，並與入交昭一郎交流。隨後的談判過程亦順利，對於參與通用汽車的國際事業，包括擔任通用汽車國際的生產副社長暨GM本部上級副社長等可能性均曾進行過商談，唯於正式簽約前，入交昭一郎的朋友、時任波士頓諮詢公司社長堀紘一卻反對他加入通用汽車。
其後，堀紘一與當時世嘉的社長中山隼雄洽談，尋求可否將入交昭一郎加盟世嘉，獲中山隼雄欣然答允。入交昭一郎決定放棄加入通用汽車，轉為加盟世嘉，於同年4月正式離開本田，並於6月出任世嘉的副社長。作為負責世嘉研發及生產部門的他，是1996年發售、為世嘉土星開發的電子遊戲《櫻花大戰》的製作總指揮暨監製一職，令《櫻花大戰》成為世嘉最受歡迎的電子遊戲系列之一。
入交昭一郎於1998年獲提升成為世嘉的社長。他指揮開發了Dreamcast，企圖要抗衡索尼的PlayStation。然而，好景不常。2000年6月，有鑒於Dreamcast於日本國內的銷售量欠佳，以致公司連續三年出現財政赤字，入交昭一郎就此承擔責任，重任副社長職位。最終他於同年12月無奈離開世嘉。
1999年，仍在世嘉工作的他擔任美國汽車配件製造商德尔福汽车的社外董事一職。

### 後世嘉時代
離開世嘉後，入交昭一郎開設其個人公司「入交昭一郎有限公司」，後於2001年擔任Zenrin子公司Zenrin-Datacom的董事一職，同年4月起亦擔任FleishmanHillard Japan的首席策略師，又於同年6月起成為萬代旗下的玩具批發商Happinet的董事。他另曾擔任汽車零件製造商旭技的社長、會長之職。

## 軼聞
- 1965年，入交昭一郎與川本信彥一起改造了生澤徹（日语：生沢徹）的本田S600（日语：ホンダ・S600），而生澤當時是王子汽車的簽約賽車手。據知這是由於生澤徹和本田博俊（日语：本田博俊）（本田宗一郎之長子、無限（日语：M-TEL）創辦人）兩人之間的友誼。入交為敵對企業的簽約賽車手的汽車改裝本已是個大問題，還未經公司許可就挪用公司倉庫中的廠隊零件改裝敵對企業的車輛，他因此遭受公司咎責，幾近被公司懲戒解雇。同年在船橋賽道（日语：船橋サーキット）舉行的全日本汽車俱樂部錦標賽上，生澤駕駛的正為該車，並與由浮谷東次郎（日语：浮谷東次郎）駕駛的豐田Sports 800（日语：トヨタ・スポーツ800）上演了一場激戰。
- 2001年發售的電子遊戲《SGGG（英语：Segagaga）》中，有一個名為「人交社長」的角色，正是取自入交昭一郎之名。

## 腳注
1. ↑  佐藤正明 2000，第38頁
2. ↑  . 日本経済新聞. 2016-10-18  [2016-10-26]. （原始内容存档于2020-10-25） （日语）.
3. ↑  佐藤正明 2000，第399-401頁
4. ↑  佐藤正明 2000，第479頁
5. ↑  佐藤正明 2000，第73頁
6. ↑  佐藤正明 2000，第79頁
7. 1 2  佐藤正明 2000，第660頁
8. ↑   (PDF). 旭テック株式会社. 2013-03-26  [2016-10-26]. （原始内容存档 (PDF)于2016-10-27） （日语）.
9. ↑  . 日本経済新聞. 2014-03-03  [2016-10-26]. （原始内容存档于2017-08-21） （日语）.